# Новые Огаревичи
Новые Огаревичи (бел. Новыя Агарэвічы) — деревня в Ганцевичском районе Брестской области Белоруссии. Входит в состав Огаревичского сельсовета.

## География
Деревня находится в северо-восточной части Брестской области, при автодороге Н-26230, на расстоянии приблизительно 5 километров (по прямой) к востоку от города Ганцевичи, административного центра района. Абсолютная высота — 159 метров над уровнем моря. Площадь населённого пункта — 0,4307 км².

## История
По состоянию на 1909 год, в Огаревичах Новых имелось 13 дворов и проживало 89 человек. В административном отношении деревня входила в состав Круговичской волости Слуцкого уезда Минской губернии.
Согласно Рижскому мирному договору (1921), деревня вошла в состав межвоенной Польши. Входила в состав гмины Круговичи Лунинецкого повета Полесского воеводства Польши. В 1921 году числилось 148 жителей, проживавших в 25 домах. В этническом составе населения того периода белорусы составляли 100 %. В конфессиональном составе населения преобладали православные христиане (96 %).
С 1939 года в БССР.

## Население
По данным переписи 2019 года, в деревне проживало 68 человек.
| Год  | Население, человек |
| ---- | ------------------ |
| 1909 | 89                 |
| 1921 | ↗ 148              |
| 2009 | ↘ 98               |
| 2019 | ↘ 68               |